# Женщины за жизнь
«Женщины за жизнь» — российский благотворительный фонд поддержки семьи, материнства и детства, основанный в 2016 году в Москве. Организация направляет усилия на поддержку женщин в ситуации репродуктивного выбора (то есть в ситуации необходимости принятия женщиной решения относительно вынашивания и рождения ребёнка в случае беременности) и продвижения идеи борьбы с абортами.
Соучредители фонда — Наталья Москвитина и Борис Корчевников.

## Предыстория
Наталья Москвитина, журналист, мать четырёх детей, на собственном опыте сталкивалась с проблемой социального одобрения абортов. Она начала заниматься благотворительной деятельностью после прохождения миссионерских курсов при православном храме апостола Фомы на Кантемировской, где служил и был убит священник Даниил Сысоев. Наталья стала оказывать помощь беременным женщинам, находившимся в трудной житейской ситуации. Через несколько лет к ней пришло осознание необходимости создания волонтёрского движения, а потом и благотворительного фонда.

## Деятельность
Фонд «Женщины за жизнь» организует консультации специалистов в области медицины, психологии и права для беременных женщин, оказавшихся в ситуации репродуктивного выбора, предоставляет адресную помощь продуктами малоимущим беременным женщинам, одиноким мамам и многодетным малоимущим мамам, собирает средства на лечение и реабилитацию детей с тяжёлыми заболеваниями.
Число сотрудников и волонтёров фонда превышает 5000 человек, работающих в более чем 20 городах России и за её пределами.

### Пикеты
В феврале 2016 года фонд «Женщины за жизнь» провёл первые одиночные пикеты в Москве у зданий Администрации президента и Министерства здравоохранения, активистки держали в руках плакаты с требованием полного запрета абортов.
14 февраля 2017 года фонд организовал общероссийскую акцию против абортов, проведя серию одиночных пикетов в Москве, Санкт-Петербурге, Екатеринбурге, Омске, Твери, Волгограде, Ростове-на-Дону, Казани, Саратове, Воронеже и других городах. «Мы хотим показать, что аборт — это не право, которого надо требовать, а зло, которое необходимо запрещать», — заявила Наталья Москвитина.
10 марта 2017 года фонд провёл в Москве акцию «Русские героини» в виде 50 одиночных пикетов, выставленных по всей длине Тверской улицы от Пушкинской площади до Кремля. По словам организаторов, целью акции было показать, что «под угрозой находится самое главное право женщины — право родить здорового ребёнка».

### Премия «Амбассадор защиты жизни до рождения»
В декабре 2018 года фонд «Женщины за жизнь» учредил премию «Амбассадор защиты жизни до рождения» как знак общественного признания заслуг специалистов разных направлений по профилактике абортов и поддержке беременных женщин в трудных обстоятельствах. Инициативу фонда поддержала детский омбудсмен Анна Кузнецова. Премия вручается в виде наградного значка из белого золота с изображением детской ладошки и надписью «Сохрани в себе человека». Среди получивших премию — патриарх Московский и всея Руси Кирилл и министр здравоохранения Республики Ингушетия Марем Арапханова.

### «Мамино окно»
В 2020 году фонд «Женщины за жизнь» запустил программу продовольственной помощи «Мамино окно», заключающуюся в сборе продуктов длительного срока хранения (макароны, молоко, консервы, сладости и т. д.), а также предметов гигиены и бытовой химии с последующей передачей их нуждающимся матерям и беременным женщинам.
Пункты выдачи продуктовых наборов были открыты в Москве, Екатеринбурге, Орле и Саранске.

### Женское социальное медиа «Пчела»
В сентябре 2020 года фонд «Женщины за жизнь» презентовал проект «Пчела», объединивший в себе
- информационный медиа-журнал;
- адресную помощь женщинам, оказавшимся в трудной жизненной ситуации;
- карту волонтёрской активности.

В презентации проекта приняли участие главный редактор «Пчелы» Наталья Москвитина, кинорежиссёр Валерия Гай Германика, директор издательства «Никея» Николай Бреев, все трое — многодетные родители.
Медиа-журнал «Пчела», ориентированный на современную, социально активную женщину в возрасте от 18 до 45 лет, поставил своей целью создание информационной площадки на принципах экологичного отношения к себе и окружающему обществу, ответственности за собственное материнство, свободы от антисемейных ценностей. Девиз издания — «Сохраняем экологию личности».
Проект «Пчела» стал одним из трёх финалистов Всероссийской премии в области благотворительности и меценатства «В союзе слова и добра» (учредители конкурса: благотворительный фонд «Линия жизни» и фонд «Академия российского телевидения») за 2020 год в номинации «Корпоративное СМИ».

### Волонтёрское движение
В 2019 году фонд «Женщины за жизнь» открыл «Школу волонтёров», в которой добровольцы проходят бесплатный обучающий курс в очной и заочной форме: знакомятся с деятельностью фонда, прослушивают лекции специалистов в области медицины, психологии и права, обучаются волонтёрской работе и занимаются с психологами.
Созданный фондом проект «Карта волонтёров» реализуется через медиа «Пчела», связывая нуждающихся женщин с волонтёрами. Регистрируясь на карте через аккаунт в социальных сетях, пользователь выбирает опцию получения или оказания помощи.

## Партнёры
Среди партнёров фонда — православный журнал «Фома», всероссийская общественная организация «Волонтёры-медики», православный телеканал «Спас», благотворительные фонды «Мелодия жизни» и «Жизнь в движении», православная радиостанция «Вера».

## Оценки деятельности
На встрече с делегацией фонда «Женщины за жизнь» в Храме Христа Спасителя в Москве в мае 2019 года патриарх Кирилл поблагодарил за труды «всех тех, кто сегодня находится на передней линии борьбы за жизнь ещё не рождённых детей». Он подчеркнул, что борьба за жизнь должна являться приоритетным делом как для церковнослужителей, так и для всех людей, которые думают о будущем Отечества.
Врио главы Республики Мордовия Артём Здунов, принимавший участие в торжественном открытии регионального филиала фонда в Саранске, отметил, что «появление такого фонда — это очень важный и серьёзный этап в истории республики».
Деятельность фонда поддержали доктор медицинских наук, профессор Вероника Скворцова, художник Никас Сафронов, актёры Артур Смольянинов, Дарья Мельникова, Мария Голубкина, Елена Захарова, Илья Носков, певцы Наталья Подольская и Ираклий Пирцхалава.